# Un mariage russe au XVIIe siècle
Pour plus de détails, voir Fiche technique et Distribution.
Un mariage russe au XVIIe siècle (Русская быль XVII столетия) est un film russe réalisé par Vassili Gontcharov, sorti en 1909.

## Fiche technique
- Photographie : Vladimir Siversen
- Décors : Vatslav Fester